# 47627 Kendomanik
47627 Kendomanik este o planetă minoră (asteroid), cu un diametru de 9,253 km, din centura de asteroizi. A fost descoperită pe 1 februarie 2000 la Catalina Station⁠(d) de Catalina Sky Survey. 
Obiectul prezintă o orbită caracterizată de o semiaxă mare de 2,9672628771717 UAi, o excentricitate de 0,04428075673304, o înclinație de 6,6070660648623 ° în raport cu ecliptica.